# Carrollton (Illinois)
Carrollton è un comune degli Stati Uniti d'America, situato nell'Illinois, nella contea di Greene, di cui è anche il capoluogo.